# Champcey
Champcey est une ancienne commune française, située dans le département de la Manche en région Normandie, peuplée de 236 habitants, commune déléguée au sein de Sartilly-Baie-Bocage depuis le 1er janvier 2016.

## Géographie
| Sartilly       | Sartilly | Montviron |
| Sartilly       | Champcey | Bacilly   |
| Dragey-Ronthon | Bacilly  | Bacilly   |

## Toponymie
Le toponyme est attesté sous les formes Chanceium vers 1175 et Canceio en 1180, Chanci au XIIe siècle.
Il serait issu de l'anthroponyme gaulois ou roman Cantius.
Le gentilé est Champcéen.

## Histoire
Le premier seigneur connu de Champcey est un certain Gervasius de Cancedio (Gervais de Champcey) qui appose sa signature en 1028 sur la charte de Romagny.
À la Révolution, Jean-François Frétel et Pierre-François Guérard, prêtres de Champcey, refusèrent de prêter serment et s'exilèrent à Jersey.

## Politique et administration
| Période                                                                                                 | Période   | Identité           | Étiquette | Qualité             |
| --- | --------- | ------------------ | --------- | ------------------- |
| ...1791                                                                                                 | 1791..    | Pierre Le Tenneur  |           |                     |
| 1799 | 1803      | Thomas Lejamtel    |           |                     |
| 1803 | 1813      | Pierre Leprieur    |           |                     |
| 1813 | 1831      | Pierre Letenneur   |           |                     |
| 1831 | 1834      | François Letenneur |           |                     |
| 1835 | 1839      | Pierre Loivet      |           |                     |
| 1840 | 1842      | François Héon      |           |                     |
| 1843 | 1884      | Romain Le Méteyer  |           |                     |
| 1885 | 1912      | Prosper Le Méteyer |           |                     |
| 1912 | 1918      | Henri Héon         |           |                     |
| 1919 | 1927      | Eugène Letenneur   |           |                     |
| 1928 | 1934      | Romain Héon        |           |                     |
| 1934 | 1946      | Médéric Chauvin    |           |                     |
| 1946 | 1953      | Émile Beaumont     |           |                     |
| 1953 | 1965      | Jules Bougeard     |           |                     |
| 1965 | 1989      | Jean Héon          |           |                     |
| 1989 | 1995      | Louis Lierron      |           |                     |
| juin 1995                                                                                               | mars 2001 | Romain Meigne      |           |                     |
| mars 2001                                                                                               |           | Philippe Héon      | SE        | Artisan électricien |
| Une partie des données est issue d'une liste établie par Jean Pouëssel, Gérard Menard et Philippe Héon. |           |                    |           |                     |

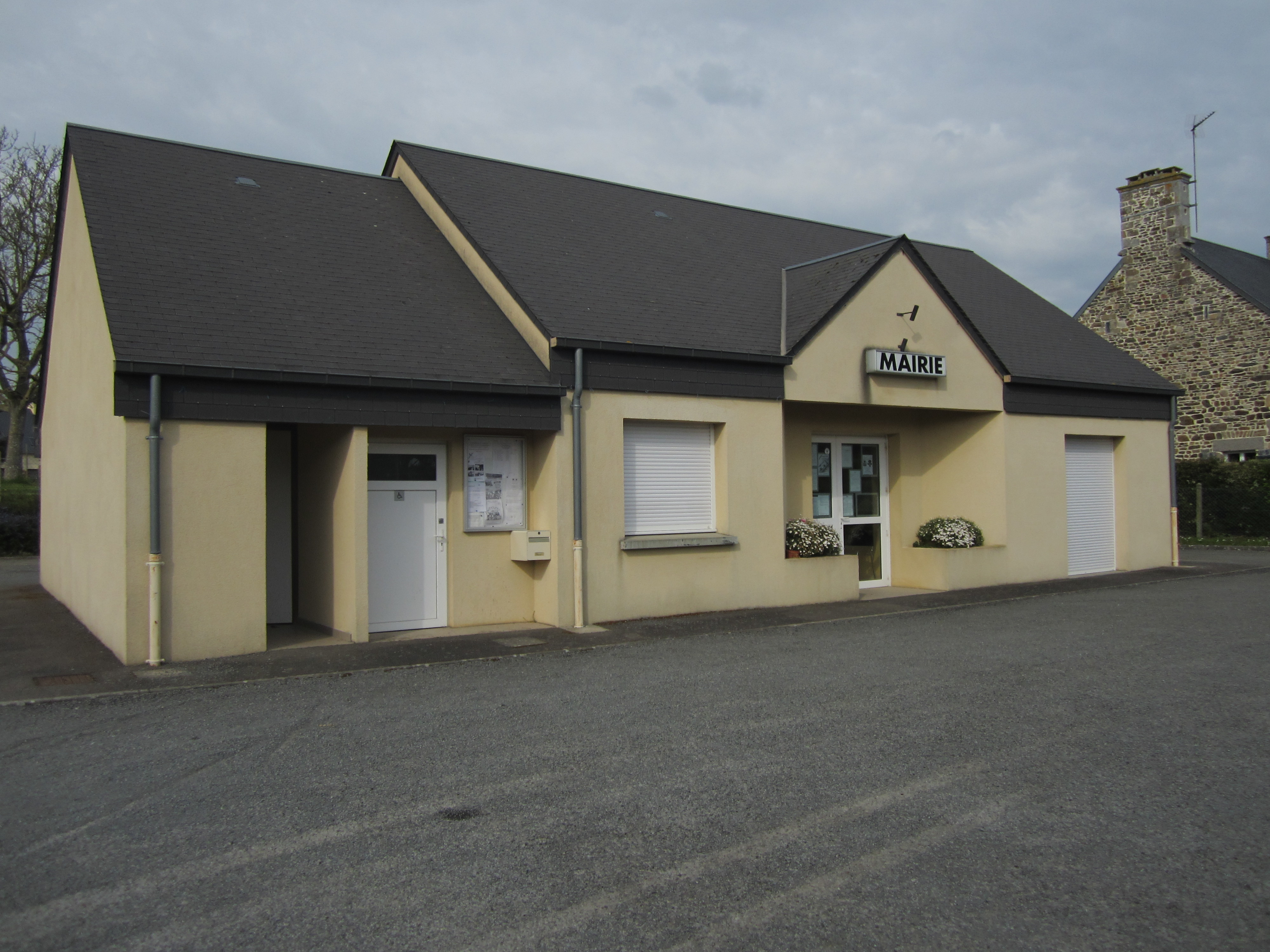
La mairie.

Le conseil municipal était composé de onze membres dont le maire et deux adjoints.
| Période      | Période  | Identité       | Étiquette | Qualité                                  |
| ------------ | -------- | -------------- | --------- | ---------------------------------------- |
| janvier 2016 | mai 2020 | Philippe Héon  | SE        | Artisan électricien                      |
| mai 2020     | En cours | Gaëtan Lambert | SE        | Technicien Maire de Sartilly-Baie-Bocage |

## Démographie
En 2021, la commune comptait 236 habitants. Depuis 2004, les enquêtes de recensement dans les communes de moins de 10 000 habitants ont lieu tous les cinq ans (en 2005, 2010, 2015, etc. pour Champcey) et les chiffres de population municipale légale des autres années sont des estimations.
Champcey a compté jusqu'à 690 habitants en 1806.
| 1793 | 1800 | 1806 | 1821 | 1831 | 1836 | 1841 | 1846 | 1851 |
| ---- | ---- | ---- | ---- | ---- | ---- | ---- | ---- | ---- |
| 232  | 364  | 690  | 622  | 414  | 348  | 339  | 340  | 342  |

| 1856 | 1861 | 1866 | 1872 | 1876 | 1881 | 1886 | 1891 | 1896 |
| ---- | ---- | ---- | ---- | ---- | ---- | ---- | ---- | ---- |
| 345  | 354  | 307  | 309  | 275  | 269  | 262  | 249  | 241  |

| 1901 | 1906 | 1911 | 1921 | 1926 | 1931 | 1936 | 1946 | 1954 |
| ---- | ---- | ---- | ---- | ---- | ---- | ---- | ---- | ---- |
| 233  | 223  | 215  | 186  | 226  | 184  | 187  | 183  | 193  |

| 1962 | 1968 | 1975 | 1982 | 1990 | 1999 | 2005 | 2010 | 2015 |
| ---- | ---- | ---- | ---- | ---- | ---- | ---- | ---- | ---- |
| 191  | 153  | 148  | 119  | 141  | 149  | 162  | 205  | 225  |

| 2018 | - | - | - | - | - | - | - | - |
| ---- | - | - | - | - | - | - | - | - |
| 235  | - | - | - | - | - | - | - | - |

## Lieux et monuments
- Église Notre-Dame des XIIe – XVIIIe siècles[5], dont le chœur date du XIIe siècle et la tour à bâtière du XVIIIe siècle. Elle dépend de la paroisse Saint-Auguste-Chapdeleine du doyenné du Pays de Granville-Villedieu[14]. Elle abrite deux bustes-reliquaires de saint Gaud et de saint Marcouf classés au titre objet en 1980 aux monuments historiques[15], un maître-autel à retable du XVIIIe, une Vierge à l'Enfant du XVIIIe, trois tableaux du XIXe : Tobie et l'ange, saint Gilles et la biche et Présentation à la Vierge[5].
- If funéraire du cimetière et croix XVIIIe siècle.
- Le Manoir[16], tour avec neuf meurtrières des XVe – XVIe siècles[5]. Au centre de la cour, reste de l'ancien puits à margelle monolithique[5].
- Ancien moulin désaffecté sur la Lerre[5].
- Croix de chemin dont une du XVIIe siècle.